# Revolta islâmica na Síria
A Revolta islâmica na Síria foi uma série de revoltas e insurreição armada por islâmicos sunitas, principalmente membros da Irmandade Muçulmana, de 1976 até 1982. A revolta foi dirigida contra a autoridade do governo controlado pelo Partido Ba'ath da Síria, no que foi chamado de "longa campanha de terror". Durante os eventos de violência, os islamitas atacaram civis e militares de folga, civis também foram mortos em ataques de retaliação pelas forças de segurança. A revolta havia chegado ao seu clímax no massacre de Hama em 1982, quando cerca de 10.000 - 40.000 pessoas foram mortas no cerco da cidade pelo exército regular sírio.

## Antecedentes
O primeiro confronto entre o Partido Baath e a Irmandade Islâmica na Síria ocorreu logo após o golpe de Estado baathista de 1963, em que o Partido Ba'ath obteve o poder no país. Desde o início, grupos políticos islâmicos, em que a Irmandade obteve grande destaque, representou a mais forte oposição ao novo regime. A proibição da Irmandade em 1964 resultou em sua radicalização. Entre 1964 e 1965, greves e grandes manifestações se espalharam nas principais cidades da Síria, especialmente em Hama, e foram esmagadas pelo exército. A cidade de Hama, em particular, era uma "fortaleza de desembarque do conservadorismo e dos Irmãos Muçulmanos", e "foi durante muito tempo um adversário temível do estado baathista." 

## História

### Insurgência esporádica (1976-1979)
Após a ocupação do Líbano pela Síria em 1976, uma série de importantes oficiais sírios e funcionários do governo, bem como "profissionais liberais, médicos, professores" foram assassinados. A maioria das vítimas eram alauítas, "que sugeria que os assassinos tinham como alvo a comunidade", mas "ninguém poderia ter certeza de quem estava por trás" das mortes. A Irmandade Muçulmana foi responsabilizada pelo terror pelo governo, embora os insurgentes utilizavam nomes como Kata'ib Muhammad (Falanges de Maomé, iniciada em Hama em 1965 por Marwan Hadid) para se referir à sua organização.
Foi especulado que o regime de Saddam Hussein no Iraque forneceu apoio logístico e militar à Irmandade, embora os regimes baathistas de ambos os países eram aliados durante o conflito curdo-iraquiano.

### Revoltas locais: Novembro de 1979 - Janeiro de 1982
Em novembro de 1979, um panfleto da Irmandade afirmou:

Rejeitamos todas as formas de despotismo, por respeito para com os próprios princípios do Islã, e que não exigem a queda do faraó para que outro possa tomar o seu lugar. A religião não é imposta pela força...

Os assassinatos em larga escala levaram ao massacre de 16 de junho de 1979 de cadetes da Escola de Artilharia de Alepo. Naquele dia, um membro da equipe da escola, capitão Ibrahim Yusuf, reuniu os cadetes no refeitório e depois deixou que homens armados abrissem fogo contra os cadetes. De acordo com o relatório oficial, 32 jovens foram mortos. Fontes não oficiais dizem que o "número de mortos chegava a 83". Este ataque foi obra de Tali'a muqatila, ou Vanguarda Combatente, um grupo guerrilheiro islâmico sunita e derivado da Irmandade Muçulmana. 'Adnan 'Uqla, que mais tarde tornou-se o líder do grupo, ajudou a planejar o massacre.
O massacre dos cadetes "marcou o início de uma guerra urbana em grande escala" contra alauítas, membros do partido governante Baath, sedes do partido, "postos de polícia, veículos militares, quartéis, fábricas e qualquer outro alvo que a guerrilha pudesse atacar". Na cidade de Alepo, entre 1979 e 1981, os terroristas mataram mais de 300 pessoas, principalmente bathistas e alauítas, mas também dezenas de clérigos islâmicos que haviam condenado os assassinatos. Destes, o mais prevalente foi Shaykh Muhammad al-Shami, que foi morto em sua própria mesquita, Sulaymaniya, em 2 de fevereiro de 1980.
Nos dias que antecederam a 8 de março de 1980 (o décimo sétimo aniversário do golpe baathista), quase todas as cidades sírias estavam paralisadas por greves e protestos, que evoluíram para batalhas campais com as forças de segurança. Muitas organizações, tanto religiosas como seculares, estavam envolvidas, incluindo a mais notável: Irmandade Muçulmana. Os acontecimentos se transformaram em uma ofensiva em grande escala em Alepo, onde o governo respondeu com esmagadora força militar, enviando dezenas de milhares de soldados, apoiados por tanques e helicópteros. E em torno de Alepo, centenas de manifestantes foram mortos e oito mil foram presos. Em abril, a insurreição na região tinha sido esmagada.
Em 26 de junho de 1980, o presidente da Síria, Hafez al-Assad "escapou por pouco da morte", quando os atacantes atiraram duas granadas e dispararam rajadas de metralhadora contra ele, enquanto esperava em um evento diplomático em Damasco. O ataque provocou uma série de retaliações mortais pelas tropas governamentais.
Em 27 de junho de 1980 cerca de 1.152 detentos islâmicos na prisão em Palmyra foram massacrados por tropas governistas das Empresas de Defesa dominadas pelos alauítas. Menos de um mês depois, a adesão à Irmandade Muçulmana se tornou punida com a morte, com um período de um mês de carência oferecido para os membros para se entregarem.
Em agosto de 1980, após um ataque a soldados estacionados em Alepo, o exército executou cerca de 80 moradores de um bloco de apartamentos que ocorreu por estar localizado nas proximidades.
Em abril de 1981, após um ataque terrorista fracassado em uma aldeia alauíta perto de Hama, o exército executou cerca de 400 habitantes de Hama, escolhidos aleatoriamente entre a população masculina com idade superior a catorze anos.
Posteriormente, em 1981, durante uma moratória de 50 dias sobre a aplicação da lei de 7 de julho, mais de mil Irmãos Muçulmanos se entregaram, na esperança de escapar da pena de morte; informações publicadas sobre eles na imprensa oficial pode dar algum conhecimento sobre a composição dos membros da Irmandade naquele momento. A maioria daqueles que se entregaram, eram estudantes com menos de 25 anos de idade de Damasco e outras grandes cidades; outros eram professores primários, professores ou engenheiros.
Em agosto, setembro e novembro de 1981, a Irmandade realizou três ataques com carros-bomba contra alvos militares e do governo em Damasco, matando centenas de pessoas, segundo a imprensa oficial. [carece de fontes?]

### Massacre de Hama - Fevereiro de 1982
A insurreição é geralmente considerada ter sido esmagada pelo sangrento massacre de Hama de 1982, em que milhares de insurgentes, soldados e moradores foram mortos, "a grande maioria civis inocentes". Em 2 de fevereiro de 1982, a Irmandade liderou uma insurreição importante em Hama, rapidamente assumindo o controle da cidade; os militares responderam bombardeando Hama (cuja população era de cerca de 250.000) em todo o restante do mês, matando entre 10.000 e 30.000 pessoas. A tragédia de Hama marcou a derrota da Irmandade, e do movimento militante islâmico em geral, como uma força política na Síria.

## Consequências
Tendo suprimido toda a oposição, Hafez al-Assad libertou alguns membros detidos da Irmandade, em meados da década de 1990. Após sua morte em 2000, Assad foi sucedido por seu filho, Bashar al-Assad, que inicialmente sinalizou maior abertura ao debate político. Em maio de 2001, incentivando este novo clima político, a Irmandade Muçulmana publicou uma declaração em Londres, rejeitando a violência política, e apelando para um estado moderno e democrático. Muitos presos políticos, incluindo Irmãos Muçulmanos, foram perdoados e libertados. No entanto, esta "Primavera de Damasco" foi de curta duração; no mesmo ano, as poucas liberdades políticas que haviam sido concedidas foram abruptamente revogadas.
Apesar de sua liderança estar exilada, a Irmandade continua a desfrutar de considerável simpatia entre os sírios. Riyad al-Turk, um líder da oposição secular, considera "o mais credível" grupo de oposição síria. A Irmandade continua a defender um sistema político democrático, que abandonou os seus apelos à resistência violenta e a aplicação da lei sharia, assim como a rebeliões sunitas contra os alauítas. Al-Turk e outros da oposição secular tendem a levar a sério essa evolução, como um sinal de maior maturidade política da Irmandade, e acreditam que a Irmandade estaria agora disposta a participar de um sistema democrático de governo.
Em entrevista em janeiro de 2006, o líder da Irmandade, Ali Sadreddine Bayanouni, disse que ”a Irmandade Muçulmana quer uma mudança pacífica de governo em Damasco e o estabelecimento de um estado civil democrático, e não uma república islâmica." De acordo com Bayanouni, o governo sírio reconhece ter detido 30.000 pessoas, dando uma representação equitativa da força da Irmandade."